# ديفيد زيمرمان
ديفيد زيمرمان (بالإنجليزية: David Zimmerman)‏ (1970)؛ روائي أمريكي.